# Roswell International Air Center

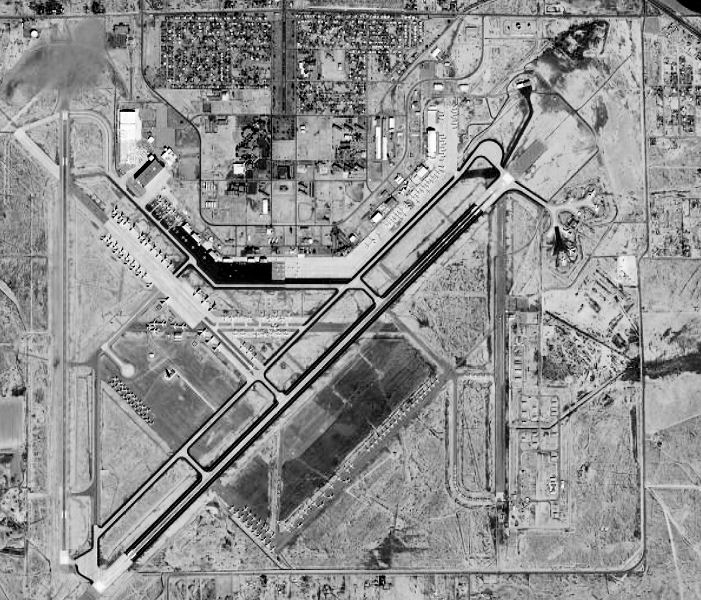
Vue aérienne de l'aéroport international de Roswell

Roswell International Air Center (IATA: ROW, ICAO: KROW) est un aéroport situé à 8 km au sud de Roswell au Nouveau-Mexique.

## Historique
L'aéroport était à l'origine militaire, et s'appelait Roswell Army Airfield pendant la Seconde Guerre mondiale, puis Walker Air Force Base pendant la guerre froide. La base militaire a été fermée en 1966. On y trouve actuellement un musée de l'aéronautique. Il est utilisé de nos jours comme cimetière d'avions. Le site a été utilisé par Felix Baumgartner pour son record du monde de saut en parachute en octobre 2012.

## Caractéristiques
L'aéroport dispose de deux pistes :
- 3/21: 13,001 × 150 ft. (3,963 × 46 m)
- 17/35: 9,999 × 100 ft. (3,048 × 30 m)

En 2013 il y a eu 53 030 mouvements, soit en moyenne 145 par jour.